# گرگ‌ها (فیلم ۲۰۱۶)
گرگ‌ها (به انگلیسی: Wolves) فیلمی محصول سال ۲۰۱۶ و به کارگردانی بارت فرویندلیش است. در این فیلم بازیگرانی همچون مایکل شنون، کارلا گوجینو، تیلور جان اسمیت، کریس باوئر، جان داگلاس تامپسون، زاسی بیتس، جسیکا راث، وین دووال و دنی هوچ ایفای نقش کرده‌اند.